# Дварахат
Дварахат (англ. Dwarahat) — город в индийском штате Уттаракханд в округе Алмора. Средняя высота над уровнем моря — 1510 м. По данным всеиндийской переписи 2001 года, в Дварахате проживало 2543 человека, из которых мужчины составляли 53 %, женщины — 47 %. Уровень грамотности взрослого населения составлял 82 %, что выше среднеиндийского уровня (59,5 %). Среди мужчин, уровень грамотности равнялся 86 %, среди женщин — 78 %. 10 % населения составляли дети до 6 лет.